# جناس مصوت
الجناس المصوت أو تجانس الحركات أن يأتي المتكلم بكلام كرر فيه حرف مصوت أكثر من غيره؛ والمصوتات في العربية الحروف القصيرة المعروفة بالحركات والحروف الطويلة أي حروف العلة. خلافه الجناس الصامت وهو ما تكرر فيه حرف صامت. وقد اجتمعا في الآية الأولى من سورة المسد ﴿تبت يدا أبي لهب وتب﴾ (111:1) حيث تكررت الفتحة (صوت ‎/a/‏) ثمانا والباء (صوت ‎/b/‏) أربعا.